# Rhamphomyia jubata
Rhamphomyia jubata är en tvåvingeart som beskrevs av Chillcott 1959. Rhamphomyia jubata ingår i släktet Rhamphomyia och familjen dansflugor.
Artens utbredningsområde är Québec. Inga underarter finns listade i Catalogue of Life.